# NHL-játékosok listája (C)
Az alábbi lista tartalmazza az NHL-ben 1917-től legalább egy meccset játszott jégkorongosokat, akiknek a neve C betűvel kezdődik:

## Caffery - Carey
| Játékos            | Pozíció     | Ország        | Születési hely                      | Aktív                 | Csapat ↓                    | Jegyzetek                                      |
| ------------------ | ----------- | ------------- | ----------------------------------- | --------------------- | --------------------------- | ---------------------------------------------- |
| Jack Caffery       | Center      | CAN           | Kingston, Ontario                   | 1954–55, 56–58        | Tor                         |                                                |
| Terry Caffery      | Center      | CAN           | Toronto, Ontario                    | 1969–71               | Chi, MNS                    | A World Hockey Associationben is játszott      |
| Larry Cahan        | Védő        | CAN           | Fort William, Ontario               | 1954–59, 61–65, 67–71 | Tor, NYR, Oak, LA           | A World Hockey Associationben is játszott      |
| Charles Cahill     | Jobb szélső | CAN           | Summerside, Prince Edward Island    | 1925–26               | Bos                         |                                                |
| Herbert Cain       | Bal szélső  | CAN           | Newmarket, Ontario                  | 1933–46               | MtlM, Mtl, Bos              |                                                |
| Jim Cain           | Védő        | CAN           | Newmarket, Ontario                  | 1924–26               | MtlM, Tor                   |                                                |
| Don Cairns         | Bal szélső  | CAN           | Calgary, Alberta                    | 1975–77               | KC, ColR                    |                                                |
| Eric Cairns        | Védő        | CAN           | Oakville, Ontario                   | 1996–                 | NYR, NYI, Fla, Pit          |                                                |
| Petr Cajanek       | Center      | Csehszlovákia | Zlín, Csehszlovákia                 | 2002–                 | Stl                         |                                                |
| Eric Calder        | Védő        | CAN           | Kitchener, Ontario                  | 1981–83               | Was                         |                                                |
| Kyle Calder        | Bal szélső  | CAN           | Mannville, Alberta                  | 1999–                 | Chi, Phi, Det               |                                                |
| Ryan Caldwell      | Védő        | CAN           | Brandon, Manitoba                   | 2005–06               | NYI                         |                                                |
| Don Caley          | Kapus       | CAN           | Dauphin, Manitoba                   | 1967–68               | Stl                         |                                                |
| Norm Calladine     | Center      | CAN           | Peterborough, Ontario               | 1942–45               | Bos                         |                                                |
| Ryan Callahan      | Jobb szélső | CAN           | Rochester, New York                 | 2006–                 | NYR                         |                                                |
| Drew Callander     | Center      | CAN           | Regina, Saskatchewan                | 1976–80               | Phi, Van                    |                                                |
| Jock Callander     | Center      | CAN           | Regina, Saskatchewan                | 1987–90, 92–93        | Pit, TB                     |                                                |
| Brett Callighen    | Bal szélső  | CAN           | Toronto, Ontario                    | 1979–82               | Edm                         | A World Hockey Associationben is játszott      |
| Frank Callighen    | Védő        | CAN           | Toronto, Ontario                    | 1927–28               | NYR                         |                                                |
| Jan Caloun         | Jobb szélső | Csehszlovákia | Ústí nad Labem, Csehszlovákia       | 1995–97, 2000–01      | SJ, Clb                     |                                                |
| Jim Camazzola      | Csatár      | CAN           | Vancouver, Brit-Kolumbia            | 1983–84, 86–87        | Chi                         |                                                |
| Tony Camazzola     | Bal szélső  | CAN           | Burnaby, Brit-Kolumbia              | 1981–82               | Was                         |                                                |
| Al Cameron         | Védő        | CAN           | Edmonton, Alberta                   | 1975–81               | Det, Wpg                    |                                                |
| Angus Cameron      | Center      | CAN           | Prince Albert, Saskatchewan         | 1942–43               | NYR                         |                                                |
| Billy Cameron      | Jobb szélső | CAN           | Timmins, Ontario                    | 1923–24, 25–26        | Mtl, NYA                    |                                                |
| Craig Cameron      | Jobb szélső | CAN           | Edmonton, Alberta                   | 1966–69, 70–76        | Det, Stl, MNS, NYI          |                                                |
| Dave Cameron       | Center      | CAN           | Charlottetown, Prince Edward Island | 1981–84               | Col, NJ                     |                                                |
| Harry Cameron      | Védő        | CAN           | Pembroke, Ontario                   | 1917–23               | Tor, Ott(I), Mtl            | A Pacific Coast Hockey League-ben is játszott  |
| Mike Cammalleri    | Center      | CAN           | Richmond Hill, Ontario              | 2002–                 | LA                          |                                                |
| Brian Campbell     | Védő        | CAN           | Strathroy, Ontario                  | 1999–                 | Buf, SJ                     |                                                |
| Bryan Campbell     | Center      | CAN           | Sudbury, Ontario                    | 1967–72               | LA, Chi                     | A World Hockey Associationben is játszott      |
| Colin Campbell     | Védő        | CAN           | London, Ontario                     | 1974–85               | Pit, ColR, Edm, Van, Det    | A World Hockey Associationben is játszott      |
| Dave Campbell      | Védő        | CAN           | Lachute, Quebec                     | 1920–21               | Mtl                         |                                                |
| Don Campbell       | Center      | CAN           | Drumheller, Alberta                 | 1943–44               | Chi                         |                                                |
| Earl Campbell      | Védő        | CAN           | Buckingham, Quebec                  | 1923–26               | Ott(I), NYA                 | A Western Canada Hockey League-ben is játszott |
| Gregory Campbell   | Center      | CAN           | London, Ontario                     | 2003–                 | Fla                         |                                                |
| Jim Campbell       | Jobb szélső | USA           | Worcester, Massachusetts            | 1995–03, 05–06        | Ana, Stl, Mtl, Chi, Fla, TB |                                                |
| Scott Campbell     | Védő        | CAN           | Toronto, Ontario                    | 1979–82               | Wpg, Stl                    | A World Hockey Associationben is játszott      |
| Wade Campbell      | Védő        | CAN           | Peace River, Alberta                | 1982–88               | Wpg, Bos                    |                                                |
| Tod Campeau        | Center      | CAN           | Saint-Jérôme, Quebec                | 1943–44, 47–49        | Mtl                         |                                                |
| Dominic Campedelli | Védő        | USA           | Cohasset, Maine                     | 1985–86               | Mtl                         |                                                |
| Chris Campoli      | Védő        | CAN           | North York, Ontario                 | 2005–                 | NYI                         |                                                |
| Frank Caprice      | Kapus       | CAN           | Hamilton, Ontario                   | 1982–88               | Van                         |                                                |
| Dave Capuano       | Bal szélső  | USA           | Warwick, Rhode Island               | 1989–91, 92–94        | Pit, Van, TB, SJ            |                                                |
| Jack Capuano       | Védő        | USA           | Cranston, Rhode Island              | 1989–92               | Tor, Van, Bos               |                                                |
| Leo Carbol         | Védő        | CAN           | Ottawa, Ontario                     | 1942–43               | Chi                         |                                                |
| Guy Carbonneau     | Center      | CAN           | Sept-Îles, Quebec                   | 1980–81, 82–00        | Mtl, Stl, Dal               |                                                |
| Daniel Carcillo    | Bal szélső  | CAN           | King City, Ontario                  | 2006–                 | Phx                         |                                                |
| Mike Card          | Védő        | CAN           | Kitchener, Ontario                  | 2006–                 | Buf                         |                                                |
| Claude Cardin      | Bal szélső  | CAN           | Sorel, Quebec                       | 1967–68               | Stl                         |                                                |
| Steve Cardwell     | Bal szélső  | CAN           | Toronto, Ontario                    | 1970–73               | Pit                         | A World Hockey Associationben is játszott      |
| George Carey       | Jobb szélső |               | ?                                   | 1919–24               | QueB, Ham, Tor              | A Western Canada Hockey League-ben is játszott |

## Carey - Caufield
| Játékos           | Pozíció     | Ország | Születési hely             | Aktív                 | Csapat ↓                              | Jegyzetek                                 |
| ----------------- | ----------- | ------ | -------------------------- | --------------------- | ------------------------------------- | ----------------------------------------- |
| Jim Carey         | Kapus       | USA    | Dorchester, Massachusetts  | 1994–99               | Was, Bos, Stl                         |                                           |
| Matt Carkner      | Védő        | CAN    | Winchester, Ontario        | 2005–06               | SJ                                    |                                           |
| Terry Carkner     | Védő        | CAN    | Smith Falls, Ontario       | 1986–99               | NYR, Que, Phi, Det, Fla               |                                           |
| Matt Carle        | Védő        | USA    | Anchorage, Alaszka         | 2005–                 | SJ                                    |                                           |
| Wayne Carleton    | Center      | CAN    | Greater Sudbury, Ontario   | 1965–72               | Tor, Bos, Cal                         | A World Hockey Associationben is játszott |
| Brian Carlin      | Bal szélső  | CAN    | Calgary, Alberta           | 1971–72               | LA                                    | A World Hockey Associationben is játszott |
| Jack Carlson      | Csatár      | USA    | Virginia, Minnesota        | 1978–84, 86–87        | MNS, Stl                              | A World Hockey Associationben is játszott |
| Kent Carlson      | Védő        | USA    | Concord, New Hampshire     | 1983–86, 87–89        | Mtl, Stl, Was                         |                                           |
| Steve Carlson     | Csatár      | USA    | Virginia, Minnesota        | 1979–80               | LA                                    | A World Hockey Associationben is játszott |
| Anders Carlsson   | Center      | SWE    | Gavle, Svédország          | 1986–89               | NJ                                    |                                           |
| Randy Carlyle     | Védő        | CAN    | Greater Sudbury, Ontario   | 1976–93               | Tor, Pit, Wpg                         |                                           |
| Patrik Carnbäck   | Jobb szélső | SWE    | Goteborg, Svédország       | 1993–96               | Mtl, Ana                              |                                           |
| Keith Carney      | Védő        | USA    | Providence, Rhode Island   | 1991–                 | Buf, Chi, Phx, Ana, Van, Min          |                                           |
| Alain Caron       | Jobb szélső | CAN    | Dolbeau, Quebec            | 1967–69               | Oak, Mtl                              | A World Hockey Associationben is játszott |
| Jacques Caron     | Kapus       | CAN    | Rouyn-Noranda, Quebec      | 1967–69, 71–74        | LA, Stl, Van                          | A World Hockey Associationben is játszott |
| Sebastien Caron   | Kapus       | CAN    | Amqui, Quebec              | 2002–                 | Pit, Chi, Ana                         |                                           |
| Bobby Carpenter   | Center      | USA    | Beverly, Massachusetts     | 1981–99               | Was, NYR, LA, Bos, NJ                 |                                           |
| Eddie Carpenter   | Védő        | USA    | Hartford, Michigan         | 1919–21               | QueB, Ham                             |                                           |
| Al Carr           | Bal szélső  | CAN    | Winnipeg, Manitoba         | 1943–44               | Tor                                   |                                           |
| Gene Carr         | Center      | CAN    | Nanaimo, Brit-Kolumbia     | 1971–79               | Stl, NYR, LA, Pit, AtlF               |                                           |
| Lorne Carr        | Jobb szélső | CAN    | Stoughton, Saskatchewan    | 1933–46               | NYR, NYA, Tor                         |                                           |
| Larry Carriere    | Védő        | CAN    | Montréal, Quebec           | 1972–78, 79–80        | Buf, AtlF, Van, LA, Tor               |                                           |
| Gene Carrigan     | Center      | CAN    | Edmonton, Alberta          | 1930–31, 34–35        | NYR, Det, StlE                        |                                           |
| Billy Carroll     | Center      | CAN    | Toronto, Ontario           | 1980–87               | NYI, Edm, Det                         |                                           |
| George Carroll    | Védő        | CAN    | Moncton, Új-Brunswick      | 1924–25               | MtlM, Bos                             |                                           |
| Greg Carroll      | Center      | CAN    | Edmonton, Alberta          | 1978–80               | Was, Det, Har                         |                                           |
| Dwight Carruthers | Védő        | CAN    | Lashburn, Saskatchewan     | 1965–66, 67–68        | Det, Phi                              |                                           |
| Bill Carse        | Bal szélső  | CAN    | Edmonton, Alberta          | 1938–42               | NYR, Chi                              |                                           |
| Bob Carse         | Bal szélső  | CAN    | Edmonton, Alberta          | 1939–43               | Chi                                   |                                           |
| Bill Carson       | Center      | CAN    | Bracebridge, Ontario       | 1926–30               | Tor, Bos                              |                                           |
| Frank Carson      | Jobb szélső | CAN    | Bracebridge, Ontario       | 1925–28, 30–34        | MtlM, NYA, Det                        |                                           |
| Gerald Carson     | Védő        | CAN    | Parry Sound, Ontario       | 1928–30, 32–35, 36–37 | Mtl, MtlM                             |                                           |
| Jimmy Carson      | Center      | USA    | Southfield, Michigan       | 1986–96               | LA, Edm, Det, Van, Har                |                                           |
| Lindsay Carson    | Center      | CAN    | Oxbow, Saskatchewan        | 1981–88               | Phi, Har                              |                                           |
| Anson Carter      | Center      | CAN    | Toronto, Ontario           | 1996–                 | Was, Bos, Edm, NYR, LA, Van, Clb, Car |                                           |
| Billy Carter      | Center      | CAN    | Cornwall, Ontario          | 1957–58, 60–62        | Mtl, Bos                              |                                           |
| Jeff Carter       | Center      | CAN    | London, Ontario            | 2005–                 | Phi                                   |                                           |
| John Carter       | Bal szélső  | USA    | Winchester, Massachusetts  | 1985–93               | Bos, SJ                               |                                           |
| Lyle Carter       | Kapus       | CAN    | Truro, Új-Skócia           | 1971–72               | Cal                                   |                                           |
| Ron Carter        | Jobb szélső | CAN    | Montréal, Quebec           | 1979–80               | Edm                                   |                                           |
| Ryan Carter       | Center      | USA    | White Bear Lake, Minnesota | 2007                  | Ana, Car, Fla, NJ                     |                                           |
| Joe Carveth       | Jobb szélső | CAN    | Regina, Saskatchewan       | 1940–51               | Det, Bos, Mtl                         |                                           |
| Jon Casey         | Kapus       | USA    | Grand Rapids, Minnesota    | 1987–97               | MNS, Bos, Stl                         |                                           |
| Wayne Cashman     | Jobb szélső | CAN    | Kingston, Ontario          | 1964–65, 67–83        | Bos                                   |                                           |
| Mike Casselman    | Bal szélső  | CAN    | Morrisburg, Ontario        | 1995–96               | Fla                                   |                                           |
| Andrew Cassels    | Center      | CAN    | Bramalea, Ontario          | 1989–06               | Mtl, Har, Cgy, Van, Clb, Was          |                                           |
| Bruce Cassidy     | Védő        | CAN    | Ottawa, Ontario            | 1983–84, 85–90        | Chi                                   |                                           |
| Tom Cassidy       | Center      | CAN    | Blind River, Ontario       | 1977–78               | Pit                                   |                                           |
| Frederic Cassivi  | Kapus       | CAN    | Sorel, Quebec              | 2001–03, 05–          | Atl, Was                              |                                           |
| Tony Cassolato    | Jobb szélső | CAN    | Guelph, Ontario            | 1979–82               | Was                                   | A World Hockey Associationben is játszott |
| Jay Caufield      | Jobb szélső | USA    | Philadelphia, Pennsylvania | 1986–93               | NYR, MNS, Pit                         |                                           |

## Cavallini - Chicoine
| Játékos               | Pozíció     | Ország        | Születési hely                   | Aktív                        | Csapat ↓                      | Jegyzetek                                                                     |
| --------------------- | ----------- | ------------- | -------------------------------- | ---------------------------- | ----------------------------- | ----------------------------------------------------------------------------- |
| Gino Cavallini        | Bal szélső  | CAN           | Toronto, Ontario                 | 1984–93                      | Cgy, Stl, Que                 |                                                                               |
| Paul Cavallini        | Védő        | CAN           | Toronto, Ontario                 | 1986–96                      | Was, Stl, Dal                 |                                                                               |
| Roman Čechmánek       | Kapus       | Csehszlovákia | Gottwaldov, Csehszlovákia        | 2000–04                      | Phi, LA                       |                                                                               |
| Sébastien Centomo     | Kapus       | CAN           | Laval, Quebec                    | 2001–02                      | Tor                           |                                                                               |
| Ray Ceresino          | Bal szélső  | CAN           | Port Arthur, Ontario             | 1948–49                      | Tor                           |                                                                               |
| František Černík      | Csatár      | Csehszlovákia | Novy Jicin, Csehszlovákia        | 1984–85                      | Det                           |                                                                               |
| Frederic Chabot       | Kapus       | CAN           | Hébertville, Quebec              | 1990–91, 92–94, 97–99        | Mtl, Phi, LA                  |                                                                               |
| John Chabot           | Center      | CAN           | Summerside, Prince Edward Island | 1983–91                      | Mtl, Pit, Det                 |                                                                               |
| Lorne Chabot          | Kapus       | CAN           | Montréal, Quebec                 | 1927–37                      | NYR, Tor, Mtl, Chi, MtlM, NYA |                                                                               |
| John Chad             | Jobb szélső | CAN           | Provost, Alberta                 | 1939–41, 45–46               | Chi                           |                                                                               |
| Ed Chadwick           | Kapus       | CAN           | Fergus, Ontario                  | 1955–60                      | Tor                           |                                                                               |
| William Chalmers      | Center      | CAN           | Stratford, Ontario               | 1953–54                      | NYR                           |                                                                               |
| Milan Chalupa         | Védő        | Csehszlovákia | Oudolen, Csehszlovákia           | 1984–85                      | Det                           |                                                                               |
| Erwin Chamberlain     | Center      | CAN           | Shawville, Quebec                | 1937–49                      | Tor, Mtl, Byk, Bos            |                                                                               |
| Shawn Chambers        | Védő        | USA           | Sterling Heights, Michigan       | 1987–00                      | MNS, Was, TB, NJ, Dal         |                                                                               |
| Andre Champagne       | Bal szélső  | CAN           | Eastview, Ontario                | 1962–63                      | Tor                           |                                                                               |
| Bob Champoux          | Kapus       | CAN           | Truro, Új-Skócia                 | 1964, 73–74                  | Det, Cal                      |                                                                               |
| Rene Chapdelaine      | Védő        | CAN           | Weyburn, Saskatchewan            | 1990–93                      | LA                            |                                                                               |
| Art Chapman           | Center      | CAN           | Winnipeg, Manitoba               | 1930–40                      | Bos, NYA                      |                                                                               |
| Blair Chapman         | Jobb szélső | CAN           | Lloydminster, Saskatchewan       | 1976–83                      | Pit, Stl                      |                                                                               |
| Brian Chapman         | Védő        | CAN           | Brockville, Ontario              | 1990–91                      | Har                           |                                                                               |
| Zdeno Chára           | Védő        | Csehszlovákia | Trencsén, Csehszlovákia          | 1997–                        | NYI, Ott, Bos                 |                                                                               |
| Jose Charbonneau      | Jobb szélső | CAN           | Ferme-Neuve, Quebec              | 1987–89, 93–95               | Mtl, Van                      |                                                                               |
| Stephane Charbonneau  | Jobb szélső | CAN           | Sainte-Adèle, Quebec             | 1991–92                      | Que                           |                                                                               |
| Bob Charlebois        | Bal szélső  | CAN           | Cornwall, Ontario                | 1967–68                      | MNS                           | A World Hockey Associationben is játszott                                     |
| Todd Charlesworth     | Védő        | CAN           | Calgary, Alberta                 | 1983–88, 89–90               | Pit, NYR                      |                                                                               |
| Sébastien Charpentier | Kapus       | CAN           | Drummondville, Quebec            | 2002–04                      | Was                           |                                                                               |
| Éric Charron          | Védő        | CAN           | Verdun, Quebec                   | 1992–00                      | Mtl, TB, Was, Cgy             |                                                                               |
| Guy Charron           | Center      | CAN           | Verdun, Quebec                   | 1969–81                      | Mtl, Det, KC, Was             |                                                                               |
| Dave Chartier         | Center      | CAN           | St. Lazare, Manitoba             | 1980–81                      | Wpg                           |                                                                               |
| Brad Chartrand        | Jobb szélső | CAN           | Winnipeg, Manitoba               | 1999–04                      | LA                            |                                                                               |
| Rick Chartraw         | Védő        | USA           | Caracas, Venezuela               | 1974–84                      | Mtl, LA, NYR, Edm             |                                                                               |
| Kelly Chase           | Jobb szélső | CAN           | Porcupine Plain, Saskatchewan    | 1990–00                      | Stl, Har, Tor                 |                                                                               |
| Denis Chassé          | Jobb szélső | CAN           | Montréal, Quebec                 | 1993–97                      | Stl, Was, Wpg, Ott            |                                                                               |
| Lude Check            | Center      | CAN           | Brandon, Manitoba                | 1943–45                      | Det, Chi                      |                                                                               |
| Jonathan Cheechoo     | Jobb szélső | CAN           | Moose Factory, Ontario           | 2002–                        | SJ                            |                                                                               |
| Gerry Cheevers        | Kapus       | CAN           | St. Catharines, Ontario          | 1961–62, 65–72, 75–80        | Tor, Bos                      | A World Hockey Associationben is játszott; Jégkorong Hírességek Csarnoka 1985 |
| Chris Chelios         | Védő        | CAN           | Chicago, Illinois                | 1983–                        | Mtl, Chi, Det                 |                                                                               |
| Mike Chernoff         | Bal szélső  | CAN           | Yorkton, Saskatchewan            | 1968–69                      | MNS                           | A World Hockey Associationben is játszott                                     |
| Rich Chernomaz        | Jobb szélső | CAN           | Selkirk, Manitoba                | 1981–82, 83–85, 86–89, 91–92 | ColR, NJ, Cgy                 |                                                                               |
| Dick Cherry           | Védő        | CAN           | Kingston, Ontario                | 1956–57, 68–70               | Bos, Phi                      |                                                                               |
| Don Cherry            | Védő        | CAN           | Kingston, Ontario                | 1955                         | Bos                           |                                                                               |
| Denis Cservjakov      | Védő        | RUS           | Leningrád, Oroszország           | 1992–93                      | Bos                           |                                                                               |
| Tim Cheveldae         | Kapus       | CAN           | Melville, Saskatchewan           | 1988–97                      | Det, Wpg, Bos                 |                                                                               |
| Real Chevrefils       | Bal szélső  | CAN           | Timmins, Ontario                 | 1951–59                      | Bos                           |                                                                               |
| Alain Chevrier        | Kapus       | CAN           | Cornwall, Ontario                | 1985–91                      | NJ, Wpg, Chi, Pit, Det        |                                                                               |
| Steve Chiasson        | Védő        | CAN           | Barrie, Ontario                  | 1986–99                      | Det, Cgy, Har, Car            |                                                                               |
| Dan Chicoine          | Jobb szélső | CAN           | Sherbrooke, Quebec               | 1977–80                      | Cle, MNS                      |                                                                               |

## Chimera - Clark
| Játékos          | Pozíció     | Ország | Születési hely                  | Aktív            | Csapat ↓                         | Jegyzetek                                 |
| ---------------- | ----------- | ------ | ------------------------------- | ---------------- | -------------------------------- | ----------------------------------------- |
| Jason Chimera    | Bal szélső  | CAN    | Edmonton, Alberta               | 2000–            | Edm, Clb, Was                    |                                           |
| Rick Chinnick    | Csatár      | CAN    | Chatham, Ontario                | 1973–75          | MNS                              |                                           |
| Ron Chipperfield | Center      | CAN    | Brandon, Manitoba               | 1979–81          | Edm, Que                         | A World Hockey Associationben is játszott |
| Art Chisholm     | Center      | USA    | Arlington, Massachusetts        | 1960–61          | Bos                              |                                           |
| Colin Chisholm   | Védő        | CAN    | Edmonton, Alberta               | 1986–87          | MNS                              |                                           |
| Lex Chisholm     | Center      | CAN    | Galt, Ontario                   | 1939–41          | Tor                              |                                           |
| Marc Chorney     | Védő        | CAN    | Greater Sudbury, Ontario        | 1980–84          | Pit, LA                          |                                           |
| Tom Chorske      | Bal szélső  | USA    | Minneapolis, Minnesota          | 1989–00          | Mtl, NJ, Ott, NYI, Was, Cgy, Pit |                                           |
| Éric Chouinard   | Center      | USA    | Atlanta, Georgia                | 2000–01, 02–06   | Mtl, Phi, Min                    |                                           |
| Guy Chouinard    | Csatár      | CAN    | Québec, Québec                  | 1974–84          | AtlF, Cgy, Stl                   |                                           |
| Jean Chouinard   | Védő        | CAN    | Ottawa, Ontario                 | 1927–28          | Ott(I)                           |                                           |
| Marc Chouinard   | Center      | CAN    | Charlesbourg, Québec            | 2001–            | Ana, Min, Van                    |                                           |
| Erik Christensen | Center      | CAN    | Edmonton, Alberta               | 2005–            | Pit                              |                                           |
| Dave Christian   | Jobb szélső | USA    | Warroad, Minnesota              | 1979–94          | Wpg, Was, Bos, Stl, Chi          |                                           |
| Jeff Christian   | Bal szélső  | CAN    | Burlington, Ontario             | 1991–92, 94–98   | NJ, Pit, Phx                     |                                           |
| Mike Christie    | Védő        | USA    | Big Springs, Texas              | 1974–81          | Cal, Cle, ColR, Van              |                                           |
| Ryan Christie    | Bal szélső  | CAN    | Beamsville, Ontario             | 1999–00, 2001–02 | Dal, Cgy                         |                                           |
| Steve Christoff  | Center      | CAN    | Richfield, Minnesota            | 1979–84          | MNS, Cgy, LA                     |                                           |
| Bob Chrystal     | Védő        | CAN    | Winnipeg, Manitoba              | 1953–55          | NYR                              |                                           |
| Artem Csubarov   | Center      | RUS    | Gorkij, Oroszország             | 1999–04          | Van                              |                                           |
| Brad Church      | Bal szélső  | CAN    | Dauphin, Manitoba               | 1997–98          | Was                              |                                           |
| Jack Church      | Védő        | CAN    | Kamsack, Saskatchewan           | 1938–42, 45–46   | Tor, Byk, Bos                    |                                           |
| Shane Churla     | Jobb szélső | CAN    | Fernie, Brit Kolumbia           | 1986–97          | Har, Cgy, MNS, Dal, LA, NYR      |                                           |
| Jeff Chychrun    | Védő        | CAN    | LaSalle, Québec                 | 1986–94          | Phi, LA, Pit, Edm                |                                           |
| Dean Chynoweth   | Védő        | CAN    | Calgary, Alberta                | 1988–92, 93–98   | NYI, Bos                         |                                           |
| Dave Chyzowski   | Bal szélső  | CAN    | Edmonton, Alberta               | 1989–92, 93–95   | NYI                              |                                           |
| Peter Ciavaglia  | Center      | CAN    | Albany, New York                | 1991–93          | Buf                              |                                           |
| Martin Cibak     | Center      | SVK    | Liptószentmiklós, Csehszlovákia | 2001–02, 03–06   | TB                               |                                           |
| Dino Ciccarelli  | Jobb szélső | CAN    | Sarnia, Ontario                 | 1980–99          | MNS, Was, Det, TB, Fla           |                                           |
| Enrico Ciccone   | Védő        | CAN    | Montréal, Québec                | 1991–99, 2000–01 | MNS, Was                         |                                           |
| Chris Cichocki   | Jobb szélső | USA    | Detroit, Michigan               | 1985–89          | Det, NJ                          |                                           |
| Ivan Čiernik     | Bal szélső  | CZE    | Léva, Csehszlovákia             | 1997–98, 2000–04 | Ott, Was                         |                                           |
| Jozef Čierny     | Bal szélső  | CZE    | Zólyom, Csehszlovákia           | 1993–94          | Edm                              |                                           |
| Hank Ciesla      | Center      | CAN    | St. Catharines, Ontario         | 1955–59          | Chi, NYR                         |                                           |
| Zdeno Cíger      | Bal szélső  | SVK    | Turócszentmárton, Szlovákia     | 1990–96, 2001–02 | NJ, Edm, NYR, TB                 |                                           |
| Tony Cimellaro   | Center      | CAN    | Kingston, Ontario               | 1992–93          | Ott                              |                                           |
| Robert Cimetta   | Bal szélső  | CAN    | Toronto, Ontario                | 1988–92          | Bos, Tor                         |                                           |
| Joe Cirella      | Védő        | CAN    | Hamilton, Ontario               | 1981–96          | ColR, NJ, Que, NYR, Fla, Ott     |                                           |
| Jason Cirone     | Center      | CAN    | Toronto, Ontario                | 1991–92          | Wpg                              |                                           |
| Marián Cisár     | Jobb szélső | SVK    | Pozsony, Csehszlovákia          | 1999–02          | Nas                              |                                           |
| Kim Clackson     | Védő        | CAN    | Saskatoon, Saskatchewan         | 1979–81          | Que, Pit                         | A World Hockey Associationben is játszott |
| King Clancy      | Védő        | CAN    | Ottawa, Ontario                 | 1921–37          | Ott(I), Tor                      | Jégkorong Hírességek Csarnoka 1958        |
| Terry Clancy     | Jobb szélső | CAN    | Ottawa, Ontario                 | 1967–70, 72–73   | Oak, Tor                         |                                           |
| Dit Clapper      | Védő        | CAN    | Newmarket, Ontario              | 1927–47          | Bos                              | Jégkorong Hírességek Csarnoka 1947        |
| Brett Clark      | Védő        | CAN    | Wapella, Saskatchewan           | 1997–02, 2003–   | Mtl, Atl, Col                    |                                           |
| Chris Clark      | Jobb szélső | USA    | South Windsor, Connecticut      | 1999–            | Cgy, Was                         |                                           |
| Dan Clark        | Védő        | CAN    | Toronto, Ontario                | 1978–79          | NYR                              |                                           |
| Deane Clark      | Bal szélső  | CAN    | Edmonton, Alberta               | 1983–84          | Edm                              |                                           |
| Gordie Clark     | Jobb szélső | Skócia | Glasgow, Skócia                 | 1974–76          | Bos                              | A World Hockey Associationben is játszott |

## Clark - Conacher
| Játékos            | Pozíció     | Ország | Születési hely                 | Aktív                 | Csapat ↓                              | Jegyzetek                                 |
| ------------------ | ----------- | ------ | ------------------------------ | --------------------- | ------------------------------------- | ----------------------------------------- |
| Wendel Clark       | Bal szélső  | CAN    | Kelvington, Saskatchewan       | 1985–00               | Tor, Que, NYI, TB, Det, Chi           |                                           |
| Bobby Clarke       | Center      | CAN    | Flin Flon, Manitoba            | 1969–84               | Phi                                   | Jégkorong Hírességek Csarnoka 1987        |
| Dale Clarke        | Védő        | CAN    | Sarnia, Ontario                | 2000–01               | Stl                                   |                                           |
| Greg Classen       | Center      | CAN    | Aylsham, Saskatchewan          | 2000–03               | Nas                                   |                                           |
| Daniel Cleary      | Bal szélső  | CAN    | Carbonear, Újfundland          | 1997–                 | Chi, Edm, Phx, Det                    |                                           |
| Odie Cleghorn      | Jobb szélső | CAN    | Montréal, Quebec               | 1918–28               | Mtl, PitP                             |                                           |
| Sprague Cleghorn   | Védő        | CAN    | Montréal, Quebec               | 1918–28               | Ott(I), Tor, Mtl, Bos                 | Jégkorong Hírességek Csarnoka 1958        |
| Bill Clement       | Center      | CAN    | Buckingham, Quebec             | 1981–82               | Phi, Was, AtlF, Cgy                   |                                           |
| Scott Clemmensen   | Kapus       | USA    | Des Moines                     | 2001–02, 03–          | NJ                                    |                                           |
| Chris Clifford     | Kapus       | CAN    | Kingston, Ontario              | 1984–85, 88–89        | Chi                                   |                                           |
| Bruce Cline        | Jobb szélső | CAN    | Massawippi, Quebec             | 1956–57               | NYR                                   |                                           |
| Steve Clippingdale | Bal szélső  | CAN    | North Vancouver, Brit-Kolumbia | 1976–77, 79–80        | LA, Was                               |                                           |
| Dan Cloutier       | Kapus       | CAN    | Mont-Laurier, Quebec           | 1997–                 | NYR, TB, Van, LA                      |                                           |
| Jacques Cloutier   | Kapus       | CAN    | Rouyn-Noranda, Quebec          | 1981–83, 84–94        | Buf, Chi, Que                         |                                           |
| Réal Cloutier      | Csatár      | CAN    | Saint-Émile, Quebec            | 1979–85               | Que, Buf                              | A World Hockey Associationben is játszott |
| Réjean Cloutier    | Védő        | CAN    | Windsor, Ontario               | 1979–80, 81–82        | Det                                   |                                           |
| Roland Cloutier    | Center      | CAN    | Rouyn-Noranda, Quebec          | 1977–80               | Det, Que                              |                                           |
| Sylvain Cloutier   | Center      | CAN    | Mont-Laurier, Quebec           | 1998–99               | Chi                                   |                                           |
| Ryane Clowe        | Csatár      | CAN    | St. John's, Újfundland         | 2005–                 | SJ                                    |                                           |
| Wally Clune        | Védő        | CAN    | Toronto, Ontario               | 1955–56               | Mtl                                   |                                           |
| Ben Clymer         | Védő        | USA    | Edina, Minnesota               | 1999–                 | TB, Was                               |                                           |
| Gary Coalter       | Center      | CAN    | Toronto, Ontario               | 1973–75               | Cal, KC                               |                                           |
| Steve Coates       | Jobb szélső | CAN    | Toronto, Ontario               | 1976–77               | Det                                   |                                           |
| Braydon Coburn     | Védő        | CAN    | Calgary, Alberta               | 2005–                 | Atl, Phi                              |                                           |
| Glen Cochrane      | Védő        | CAN    | Cranbrook, Brit-Kolumbia       | 1978–79, 80–89        | Phi, Van, Edm                         |                                           |
| Paul Coffey        | Védő        | CAN    | Weston, Ontario                | 1980–01               | Edm, Pit, LA, Det, Phi, Chi, Car, Bos | Jégkorong Hírességek Csarnoka 2004        |
| Hugh Coflin        | Védő        | CAN    | Blaine Lake, Saskatchewan      | 1950–51               | Chi                                   |                                           |
| Andrew Cogliano    | Center      | CAN    | Toronto, Ontario               | 2007                  | Edm                                   |                                           |
| Carlo Colaiacovo   | Védő        | CAN    | Toronto, Ontario               | 2002–                 | Tor                                   |                                           |
| Danton Cole        | Jobb szélső | USA    | Pontiac, Michigan              | 1989–96               | Wpg, TB, NJ, NYI, Chi                 |                                           |
| Erik Cole          | Bal szélső  | USA    | Oswego, New York               | 2001–                 | Car                                   |                                           |
| Gerald Coleman     | Kapus       | USA    | Napierville, Illinois          | 2005–06               | TB                                    |                                           |
| Kevin Colley       | Center      | USA    | New Haven, Connecticut         | 2005–06               | NYI                                   |                                           |
| Tom Colley         | Center      | CAN    | Toronto, Ontario               | 1974–75               | MNS                                   |                                           |
| Norman Collings    | Csatár      | CAN    | Bradford, Ontario              | 1934–35               | Mtl                                   |                                           |
| Bill Collins       | Center      | CAN    | Ottawa, Ontario                | 1967–78               | MNS, Mtl, Det, Stl, NYR, Phi, Was     |                                           |
| Gary Collins       | Center      | CAN    | Toronto, Ontario               | 1959                  | Tor                                   |                                           |
| Rob Collins        | Csatár      | CAN    | Peterborough, Ontario          | 2005–06               | NYI                                   |                                           |
| Jeremy Colliton    | Center      | CAN    | Blackie, Alberta               | 2005–                 | NYI                                   |                                           |
| Bob Collyard       | Center      | USA    | Hibbing, Michigan              | 1973–74               | Stl                                   |                                           |
| Mike Colman        | Védő        | USA    | Stoneham, Massachusetts        | 1991–92               | SJ                                    |                                           |
| Mac Colville       | Jobb szélső | CAN    | Edmonton, Alberta              | 1935–47               | NYR                                   |                                           |
| Neil Colville      | Center      | CAN    | Edmonton, Alberta              | 1935–49               | NYR                                   | Jégkorong Hírességek Csarnoka 1967        |
| Les Colvin         | Kapus       | CAN    | Oshawa, Ontario                | 1948–49               | Bos                                   |                                           |
| Les Colwill        | Jobb szélső | CAN    | Divide, Saskatchewan           | 1958–59               | NYR                                   |                                           |
| Rey Comeau         | Center      | CAN    | Montréal, Quebec               | 1971–80               | Mtl, AtlF, ColR                       |                                           |
| Mike Commodore     | Védő        | CAN    | Fort Saskatchewan, Alberta     | 2000–                 | NJ, Cgy, Car, Ott                     |                                           |
| Mike Comrie        | Center      | CAN    | Edmonton, Alberta              | 2000–                 | Edm, Phx, Ott, NYI                    |                                           |
| Paul Comrie        | Center      | CAN    | Edmonton, Alberta              | 1999–00               | Edm                                   |                                           |
| Brian Conacher     | Center      | CAN    | Toronto, Ontario               | 1961–62, 65–68, 71–72 | Tor, Det                              | A World Hockey Associationben is játszott |
| Charlie Conacher   | Jobb szélső | CAN    | Toronto, Ontario               | 1929–41               | Tor, Det, NYA                         | Jégkorong Hírességek Csarnoka 1961        |

## Conacher - Cory
| Játékos          | Pozíció     | Ország | Születési hely           | Aktív          | Csapat ↓                        | Jegyzetek                                 |
| ---------------- | ----------- | ------ | ------------------------ | -------------- | ------------------------------- | ----------------------------------------- |
| Jim Conacher     | Center      | CAN    | Motherwell               | 1945–53        | Det, Chi, NYR                   |                                           |
| Lionel Conacher  | Védő        | CAN    | Toronto, Ontario         | 1925–37        | PitP, NYA, MtlM, Chi            | Jégkorong Hírességek Csarnoka 1994        |
| Pat Conacher     | Bal szélső  | CAN    | Edmonton, Alberta        | 1979–96        | NYR, Edm, NJ, LA, Cgy, NYI      |                                           |
| Pete Conacher    | Csatár      | CAN    | Toronto, Ontario         | 1951–58        | Chi, NYR, Tor                   |                                           |
| Roy Conacher     | Bal szélső  | CAN    | Toronto, Ontario         | 1938–52        | Bos, Det, Chi                   | Jégkorong Hírességek Csarnoka 1994        |
| Erik Condra      | Jobb szélső | USA    | Trenton, Michigan        | 2010–          | Ott                             |                                           |
| Ty Conklin       | Kapus       | USA    | Anchorage, Alaszka       | 2001–          | Edm, Clb, Buf, Pit, Det         |                                           |
| Maitland Conn    | Védő        | CAN    | Hartney, Manitoba        | 1933–35        | NYA                             |                                           |
| Rob Conn         | Jobb szélső | CAN    | Calgary, Alberta         | 1991–96        | Chi, Buf                        |                                           |
| Alex Connell     | Kapus       | CAN    | Ottawa, Ontario          | 1924–37        | Ott(I), Det, NYA, MtlM          | Jégkorong Hírességek Csarnoka 1958        |
| Bert Connelly    | Bal szélső  | CAN    | Montréal, Quebec         | 1934–38        | NYR, Chi                        |                                           |
| Wayne Connelly   | Jobb szélső | CAN    | Rouyn-Noranda, Quebec    | 1960–72        | Mtl, Bos, MNS, Det, Stl, Van    | A World Hockey Associationben is játszott |
| Tim Connolly     | Center      | USA    | Baldwinsville, New York  | 1999–          | NYI, Buf                        |                                           |
| Cam Connor       | Jobb szélső | CAN    | Winnipeg, Manitoba       | 1978–83        | Mtl, Edm, NYR                   | A World Hockey Associationben is játszott |
| Harry Connor     | Bal szélső  | CAN    | Ottawa, Ontario          | 1927–31        | Bos, NYA, Ott(I)                |                                           |
| Bobby Connors    | Bal szélső  | Skócia | Skócia                   | 1926–30        | NYR, Det                        |                                           |
| Al Conroy        | Center      | CAN    | Calgary, Alberta         | 1991–94        | Phi                             |                                           |
| Craig Conroy     | Center      | USA    | Potsdam, New York        | 1994–          | Mtl, Stl, Cal, LA               |                                           |
| Joe Contini      | Center      | CAN    | Guelph, Ontario          | 1977–81        | ColR, MNS                       |                                           |
| Brandon Convery  | Center      | CAN    | Kingston, Ontario        | 1995–99        | Tor, Van, LA                    |                                           |
| Eddie Convey     | Bal szélső  | CAN    | Toronto, Ontario         | 1930–33        | NYA                             |                                           |
| Alex Cook        | Center      | CAN    | Kingston, Ontario        | 1931–35        | Bos, Ott(I), StlE               |                                           |
| Bill Cook        | Jobb szélső | CAN    | Brantford, Ontario       | 1926–37        | NYR                             | Jégkorong Hírességek Csarnoka 1952        |
| Bob Cook         | Jobb szélső | CAN    | Sudbury, Ontario         | 1970–75        | Van, Det, NYI, MNS              |                                           |
| Frederick Cook   | Bal szélső  | CAN    | Kingston, Ontario        | 1926–37        | NYR, Bos                        | Jégkorong Hírességek Csarnoka 1995        |
| Lloyd Cook       | Védő        | CAN    | Lynden, Ontario          | 1924–25        | Bos                             |                                           |
| Tom Cook         | Center      | CAN    | Fort William, Ontario    | 1929–38        | Chi, MtlM                       |                                           |
| Matt Cooke       | Bal szélső  | CAN    | Stirling, Ontario        | 1999–          | Van                             |                                           |
| Carson Cooper    | Jobb szélső | CAN    | Cornwall, Ontario        | 1924–32        | Bos, Mtl, Det                   |                                           |
| David Cooper     | Védő        | CAN    | Ottawa, Ontario          | 1996–2001      | Tor                             |                                           |
| Ed Cooper        | Bal szélső  | CAN    | Loon Lake, Saskatchewan  | 1980–82        | ColR                            |                                           |
| Hal Cooper       | Jobb szélső | CAN    | New Liskeard, Ontario    | 1944–45        | NYR                             |                                           |
| Joe Cooper       | Védő        | CAN    | Winnipeg, Manitoba       | 1935–47        | NYR, Chi                        |                                           |
| Bob Copp         | Védő        | CAN    | Port Elgin, Új-Brunswick | 1942–43, 50–51 | Tor                             |                                           |
| Bert Corbeau     | Védő        | CAN    | Penetanguishene, Ontario | 1917–28        | Mtl, Ham, Tor,                  |                                           |
| Rene Corbet      | Bal szélső  | CAN    | Victoriaville, Quebec    | 1993–2001      | Que, Col, Cal, Pit              |                                           |
| Michael Corbett  | Jobb szélső | CAN    | Toronto, Ontario,        | 1968           | LA                              |                                           |
| Norm Cocoran     | Center      | CAN    | Toronto, Ontario         | 1949–56        | Bos, Chi, Det                   |                                           |
| Bob Corkum       | Center      | USA    | Salisbury, Massachusetts | 1989–2002      | Buf, Ana, Phi, Pho, LA, NJ, Atl |                                           |
| Roger Cormier    | Jobb szélső | CAN    | Montréal, Quebec         | 1925–26        | Mtl                             |                                           |
| Mark Cornforth   | Védő        | CAN    | Montréal, Quebec         | 1995–96        | Bos                             |                                           |
| Charles Corrigan | Jobb szélső | CAN    | Moosomin, Saskatchewan   | 1940–41        | NYA                             |                                           |
| Mike Corrigan    | Bal szélső  | CAN    | Ottawa, Ontario          | 1967–78        | LA, Van, Pit                    |                                           |
| Chris Corrinet   | Wing        | USA    | Trumbull, Connecticut    | 2001–02        | Was                             |                                           |
| André Corriveau  | Jobb szélső | CAN    | Grand-Mère, Quebec       | 1953–54        | Mtl                             |                                           |
| Yvon Corriveau   | Bal szélső  | CAN    | Welland, Ontario         | 1985–1994      | Was, Har, SJ                    |                                           |
| Jim Corsi        | Kapus       | CAN    | Montréal, Quebec         | 1979–80        | Edm                             |                                           |
| Daniel Corso     | Center      | CAN    | Montréal, Quebec         | 2000–04        | Stl, Atl                        |                                           |
| Shayne Corson    | Bal szélső  | CAN    | Barrie, Ontario          | 1985–2004      | Mtl, Edm, Stl, Tor, Dal         |                                           |
| Joe Corvo        | Védő        | USA    | Oak Park, Illinois       | 2003–          | LA, Ott, Car                    |                                           |
| Ross Cory        | Védő        | CAN    | Calgary, Alberta         | 1979–81        | Wpg                             |                                           |

## Cossette - Crawford
| Játékos                | Pozíció     | Ország | Születési hely            | Aktív                   | Csapat ↓                         | Jegyzetek                                 |
| ---------------------- | ----------- | ------ | ------------------------- | ----------------------- | -------------------------------- | ----------------------------------------- |
| Jacques Cossette       | Jobb szélső | CAN    | Rouyn-Noranda, Quebec     | 1975–79                 | Pit                              |                                           |
| Les Costello           | Bal szélső  | CAN    | South Porcupine, Ontario  | 1947–49                 | Tor                              |                                           |
| Murray Costello        | Center      | CAN    | South Porcupine, Ontario  | 1953–57                 | Chi, Bos, Det                    | Jégkorong Hírességek Csarnoka 2005        |
| Rich Costello          | Csatár      | USA    | Framingham, Massachusetts | 1983–86                 | Tor                              |                                           |
| Charlie Cotch          | Bal szélső  | CAN    | Sarnia, Ontario           | 1924–25                 | Ham                              |                                           |
| Alain Côté             | Bal szélső  | CAN    | Matane, Quebec            | 1979–89                 | Que                              | A World Hockey Associationben is játszott |
| Alain Côté (born 1967) | Védő        | CAN    | Montmagny, Quebec         | 1985–94                 | Bos, Was, Mon, TB, Que           |                                           |
| Jean-Philippe Côté     | Védő        | CAN    | Québec, Quebec            | 2005–06                 | Mtl                              |                                           |
| Patrick Côté           | Bal szélső  | CAN    | LaSalle, Quebec           | 1995–2001               | Dal, Nas, Edm                    |                                           |
| Ray Cote               | Csatár      | CAN    | Pincher Creek, Alberta    | 1982–85                 | Edm                              |                                           |
| Sylvain Côté           | Védő        | CAN    | Québec, Quebec            | 1985–2003               | Har, Was, Tor, Chi, Dal          |                                           |
| Harold Cotton          | Bal szélső  | CAN    | Nanticoke, Ontario        | 1925–37                 | PitP, Tor, NYA,                  |                                           |
| John Coughlin          | Jobb szélső | CAN    | Douro, Ontario            | 1917–21                 | Tor, QueB, Mtl, Ham              |                                           |
| Tim Coulis             | Csatár      | CAN    | Kenora, Ontario           | 1979–86                 | Was, MNS                         |                                           |
| Patrick Coulombe       | Védő        | CAN    | Saint-Fabien, Quebec      | 2006–                   | Van                              |                                           |
| D'Arcy Coulson         | Védő        | CAN    | Sudbury, Ontario          | 1930–31                 | PhiQ                             |                                           |
| Arthur Coulter         | Védő        | CAN    | Winnipeg, Manitoba        | 1931–42                 | Chi, NYR                         |                                           |
| Neal Coulter           | Jobb szélső | CAN    | Toronto, Ontario          | 1985–88                 | NYI                              |                                           |
| Tommy Coulter          | N/A         | CAN    | N/A                       | 1933–34                 | Chi                              |                                           |
| Yvan Cournoyer         | Csatár      | CAN    | Drummondville, Quebec     | 1963–79                 | Mtl                              | Jégkorong Hírességek Csarnoka 1982        |
| Maurice Courteau       | Kapus       | CAN    | Québec, Quebec            | 1943–44                 | Bos                              |                                           |
| Yves Courteau          | Jobb szélső | CAN    | Montréal, Quebec          | 1984–87                 | Cgy, Har                         |                                           |
| Ed Courtenay           | Jobb szélső | CAN    | Verdun, Quebec            | 1991–93                 | SJ                               |                                           |
| Geoff Courtnall        | Bal szélső  | CAN    | Duncan, Brit-Kolumbia     | 1983–00                 | Bos, Edm, Was, Stl, Van          |                                           |
| Russ Courtnall         | Jobb szélső | CAN    | Duncan, Brit-Kolumbia     | 1983–99                 | Tor, Mtl, MNS, Dal, Van, NYR, LA |                                           |
| Larry Courville        | Bal szélső  | CAN    | Timmins, Ontario          | 1995–98                 | Van                              |                                           |
| Marcel Cousineau       | Kapus       | CAN    | Delson, Quebec            | 1996–00                 | Tor, NYI, LA                     |                                           |
| Billy Coutu            | Védő        | CAN    | North Bay, Ontario        | 1917–27                 | Mtl, Ham, Bos                    |                                           |
| Gerry Couture          | Center      | CAN    | Saskatoon, Saskatchewan   | 1944–54                 | Det, Mtl, Chi                    |                                           |
| Rosario Couture        | Jobb szélső | CAN    | St. Boniface, Manitoba    | 1928–36                 | Chi, Mtl                         |                                           |
| Sylvain Couturier      | Bal szélső  | CAN    | Greenfield Park, Quebec   | 1988–89, 90–92          | LA                               |                                           |
| Jeff Cowan             | Bal szélső  | CAN    | Scarborough, Ontario      | 1999–                   | Cgy, Atl, LA, Van                |                                           |
| Bruce Cowick           | Csatár      | CAN    | Victoria, Brit-Kolumbia   | 1974–76                 | Phi, Stl                         |                                           |
| Rob Cowie              | Védő        | CAN    | Willowdale, Ontario       | 1994–96                 | LA                               |                                           |
| Bill Cowley            | Center      | CAN    | Bristol, Quebec           | 1934–47                 | StlE, Bos                        | Jégkorong Hírességek Csarnoka 1968        |
| Wayne Cowley           | Kapus       | CAN    | Scarborough, Ontario      | 1993–94                 | Edm                              |                                           |
| Abby Cox               | Kapus       | CAN    | London, Ontario           | 1935–36                 | Mtl                              |                                           |
| Danny Cox              | Bal szélső  | CAN    | Little Current, Ontario   | 1926–34                 | Tor, Ott(I), Det, NYR            |                                           |
| Craig Coxe             | Center      | USA    | Chula Vista, Kalifornia   | 1984–92                 | Van, Cgy, Stl, SJ                |                                           |
| Jim Craig              | Kapus       | USA    | Easton, Massachusetts     | 1979–81, 83–84          | AtlF, Bos, MNS                   |                                           |
| Mike Craig             | Jobb szélső | CAN    | London, Ontario           | 1990–97, 98–99, 2001–02 | MNS, Dal, Tor, SJ                |                                           |
| Ryan Craig             | Center      | CAN    | Abbotsford, Brit-Kolumbia | 2005–                   | TB                               |                                           |
| John Craighead         | Jobb szélső | USA    | Richmond (Virginia)       | 1996–97                 | Tor                              |                                           |
| Dale Craigwell         | Center      | CAN    | Toronto, Ontario          | 1991–94                 | SJ                               |                                           |
| Bart Crashley          | Védő        | CAN    | Toronto, Ontario          | 1965–69, 74–76          | Det, KC, LA                      | A World Hockey Associationben is játszott |
| Murray Craven          | Bal szélső  | CAN    | Medicine Hat, Alberta     | 1982–00                 | Det, Phi, Har, Van, Chi, SJ      |                                           |
| Bob Crawford           | Jobb szélső | CAN    | Belleville, Ontario       | 1979–80, 81–87          | Stl, Har, NYR, Was               |                                           |
| Bobby Crawford         | Jobb szélső | USA    | Long Island, New York     | 1980–81, 82–83          | ColR, Det                        |                                           |
| Corey Crawford         | Kapus       | CAN    | Montréal, Quebec          | 2005–06                 | Chi                              |                                           |
| Jack Crawford          | Védő        | CAN    | Dublin, Ontario           | 1937–50                 | Bos                              |                                           |

## Crawford - Currie
| Játékos                | Pozíció     | Ország        | Születési hely            | Aktív                 | Csapat ↓                                   | Jegyzetek                                                                         |
| ---------------------- | ----------- | ------------- | ------------------------- | --------------------- | ------------------------------------------ | --------------------------------------------------------------------------------- |
| Corey Crawford         | Kapus       | CAN           | Châteauguay, Quebec       | 2005-                 | Chi                                        |                                                                                   |
| Lou Crawford           | Bal szélső  | CAN           | Belleville, Ontario       | 1989–90, 91–92        | Bos                                        |                                                                                   |
| Marc Crawford          | Bal szélső  | CAN           | Belleville, Ontario       | 1981–87               | Van                                        |                                                                                   |
| Rusty Crawford         | Bal szélső  | CAN           | Cardinal, Ontario         | 1917–19               | Ott(I), Tor                                | A Western Canada Hockey League-ben is játszott Jégkorong Hírességek Csarnoka 1962 |
| Adam Creighton         | Center      | CAN           | Burlington, Ontario       | 1985–97               | Buf, Chi, NYI, TB                          |                                                                                   |
| Dave Creighton         | Center      | CAN           | Port Arthur, Ontario      | 1948–60               | Bos, Tor, Chi, NYR                         |                                                                                   |
| Jimmy Creighton        | Csatár      | CAN           | Brandon, Manitoba         | 1930–31               | Det                                        |                                                                                   |
| Dave Cressman          | Bal szélső  | CAN           | Kitchener, Ontario        | 1974–76               | MNS                                        |                                                                                   |
| Glen Cressman          | Center      | CAN           | Petersberg, Ontario       | 1956–57               | Mtl                                        |                                                                                   |
| Jiří Crha              | Kapus       | Csehszlovákia | Pardubice, Csehszlovákia  | 1979–81               | Tor                                        |                                                                                   |
| Terry Crisp            | Center      | CAN           | Parry Sound, Ontario      | 1965–66, 67–77        | Bos, Stl, NYI, Phi                         |                                                                                   |
| Ed Cristofoli          | Jobb szélső | CAN           | Trail, Brit-Kolumbia      | 1989–90               | Mtl                                        |                                                                                   |
| Maurice Croghan        | Védő        | CAN           | Montréal, Quebec          | 1937–38               | MtlM                                       |                                                                                   |
| Mike Crombeen          | Csatár      | CAN           | Sarnia, Ontario           | 1977–85               | Cle, Stl, Har                              |                                                                                   |
| Shawn Cronin           | Védő        | USA           | Flushing, Michigan        | 1988–95               | Was, Wpg, Phi, SJ                          |                                                                                   |
| Sidney Crosby          | Center      | CAN           | Dartmouth, Új-Skócia      | 2005–                 | Pit                                        |                                                                                   |
| Cory Cross             | Védő        | CAN           | Lloydminster, Alberta     | 1993–06               | TB, Tor, NYR, Edm, Pit, Det                |                                                                                   |
| Stanley Crossett       | Védő        | CAN           | Tillsonburg, Ontario      | 1930–31               | PhiQ                                       |                                                                                   |
| Doug Crossman          | Védő        | CAN           | Peterborough, Ontario     | 1980–94               | Chi, Phi, LA, NYI, Har, Det, TB, Stl       |                                                                                   |
| Gary Croteau           | Bal szélső  | CAN           | Sudbury, Ontario          | 1968–80               | LA, Det, Cal, KC, ColR                     |                                                                                   |
| Bruce Crowder          | Csatár      | CAN           | Essex, Ontario            | 1981–85               | Bos, Pit                                   |                                                                                   |
| Keith Crowder          | Jobb szélső | CAN           | Windsor, Ontario          | 1980–90               | Bos, LA                                    | A World Hockey Associationben is játszott                                         |
| Troy Crowder           | Jobb szélső | CAN           | Sudbury, Ontario          | 1987–88, 89–92, 94–97 | NJ, Det, LA, Van                           |                                                                                   |
| Phil Crowe             | Jobb szélső | CAN           | Nanton, Alberta           | 1993–94, 95–00        | LA, Phi, Ott, Nas                          |                                                                                   |
| Mike Crowley           | Védő        | USA           | Bloomington, Minnesota    | 1997–99, 2000–01      | Ana                                        |                                                                                   |
| Ted Crowley            | Védő        | USA           | Concord, Massachusetts    | 1993–94, 98–99        | Har, Col, NYI                              |                                                                                   |
| Greg Crozier           | Bal szélső  | CAN           | Calgary, Alberta          | 2000–01               | Pit                                        |                                                                                   |
| Joe Crozier            | Védő        | CAN           | Winnipeg, Manitoba        | 1959–60               | Tor                                        |                                                                                   |
| Roger Crozier          | Kapus       | CAN           | Bracebridge, Ontario      | 1963–77               | Det, Buf, Was                              |                                                                                   |
| Nels Crutchfield       | Center      | CAN           | Knowlton, Quebec          | 1934–35               | Mtl                                        |                                                                                   |
| Vlagyimir Csebatyurkin | Védő        | RUS           | Tyumeny, Oroszország      | 1997–02               | NYI, Stl, Chi                              |                                                                                   |
| Igor Csibirev          | Center      | UKR           | Kijev, Ukrajna            | 1993–95               | Har                                        |                                                                                   |
| Stanislav Csistov      | Bal szélső  | RUS           | Cseljabinszk, Oroszország | 2002–04, 06–          | Ana, Bos                                   |                                                                                   |
| Wilf Cude              | Kapus       | WAL           | Barry, Wales              | 1930–32, 33–41        | PhiQ, Bos, Chi, Mtl                        |                                                                                   |
| Jim Culhane            | Védő        | CAN           | Haileybury, Ontario       | 1989–90               | Har                                        |                                                                                   |
| Barry Cullen           | Jobb szélső | CAN           | Ottawa, Ontario           | 1955–60               | Tor, Det                                   |                                                                                   |
| Brian Cullen           | Center      | CAN           | Ottawa, Ontario           | 1954–61               | Tor, NYR                                   |                                                                                   |
| David Cullen           | Védő        | CAN           | St. Catharines, Ontario   | 2000–02               | Phx, Min                                   |                                                                                   |
| John Cullen            | Center      | CAN           | Puslinch, Ontario         | 1988–99               | Pit, Har, Tor, TB                          |                                                                                   |
| Mark Cullen            | Center      | USA           | Moorhead, Minnesota       | 2005–                 | Chi, Phi                                   |                                                                                   |
| Matt Cullen            | Center      | USA           | Virginia, Minnesota       | 1997–                 | Ana, Fla, Car, NYR                         |                                                                                   |
| Ray Cullen             | Center      | CAN           | St. Catharines, Ontario   | 1965–71               | NYR, Det, MNS, Van                         |                                                                                   |
| Jassen Cullimore       | Védő        | CAN           | Simcoe, Ontario           | 1994–                 | Van, Mtl, TB, Chi                          |                                                                                   |
| Barry Cummins          | Védő        | CAN           | Regina, Saskatchewan      | 1973–74               | Cal                                        |                                                                                   |
| Jim Cummins            | Jobb szélső | USA           | Dearborn, Michigan        | 1991–04               | Det, Phi, TB, Chi, Phx, Mtl, Ana, NYI, Col |                                                                                   |
| Randy Cunneyworth      | Bal szélső  | CAN           | Etobicoke, Ontario        | 1980–82, 85–99        | Buf, Pit, Wpg, Har, Chi, Ott               |                                                                                   |
| Bob Cunningham         | Center      | CAN           | Welland, Ontario          | 1960–62               | NYR                                        |                                                                                   |
| Jim Cunningham         | Bal szélső  | USA           | Saint Paul, Minnesota     | 1977–78               | Phi                                        |                                                                                   |
| Les Cunningham         | Center      | CAN           | Calgary, Alberta          | 1936–37, 39–40        | NYA, Chi                                   |                                                                                   |
| Bill Cupolo            | Jobb szélső | CAN           | Niagara Falls, Ontario    | 1944–45               | Bos                                        |                                                                                   |
| Brian Curran           | Védő        | CAN           | Toronto, Ontario          | 1983–92, 93–94        | Bos, NYI, Tor, Buf, Was                    |                                                                                   |
| Dan Currie             | Bal szélső  | CAN           | Burlington, Ontario       | 1990–94               | Edm, LA                                    |                                                                                   |
| Glen Currie            | Bal szélső  | CAN           | Montréal, Quebec          | 1979–86, 87–88        | Was, LA                                    |                                                                                   |
| Hugh Currie            | Védő        | CAN           | Saskatoon, Saskatchewan   | 1950–51               | Mtl                                        |                                                                                   |

## Currie - Czerkawski
| Játékos            | Pozíció     | Ország | Születési hely                    | Aktív          | Csapat ↓                | Jegyzetek                                 |
| ------------------ | ----------- | ------ | --------------------------------- | -------------- | ----------------------- | ----------------------------------------- |
| Tony Currie        | Jobb szélső | CAN    | Sydney Mines, Új-Skócia           | 1977–85        | Stl, Van, Har           |                                           |
| Floyd Curry        | Jobb szélső | CAN    | Chapleau, Ontario                 | 1947–58        | Mtl                     |                                           |
| Tony Curtale       | Védő        | USA    | Detroit, Michigan                 | 1980–81        | Cgy                     |                                           |
| Paul Curtis        | Védő        | CAN    | Peterborough, Ontario             | 1969–73        | Mtl, LA, Stl            | A World Hockey Associationben is játszott |
| Ian Cushenan       | Védő        | CAN    | Hamilton, Ontario                 | 1956–60, 63–64 | Chi, Mtl, NYR, Det      |                                           |
| Jean Cusson        | Bal szélső  | CAN    | Verdun, Quebec                    | 1967–68        | Oak                     |                                           |
| Jakub Čutta        | Védő        | CZE    | Jablonec nad Nisou, Csehszlovákia | 2000–04        | Was                     |                                           |
| Don Cutts          | Kapus       | CAN    | Edmonton, Alberta                 | 1979–80        | Edm                     |                                           |
| Claude Cyr         | Kapus       | CAN    | Montréal, Quebec                  | 1958–59        | Mtl                     |                                           |
| Denis Cyr          | Jobb szélső | CAN    | Verdun, Quebec                    | 1980–86        | Cgy, Chi, Stl           |                                           |
| Paul Cyr           | Csatár      | CAN    | Port Alberni, Brit Columbia       | 1982–92        | Buf, NYR, Har           |                                           |
| Mariusz Czerkawski | Jobb szélső | POL    | Radomsko, Lengyelország           | 1993–06        | Bos, Edm, NYI, Mtl, Tor |                                           |